# Enzim-tiol transhidrogenaza (glutation-disulfid)
Enzim-tiol transhidrogenaza (glutation-disulfid) (EC 1.8.4.7, (ksantin-dehidrogenaza):oksidovani-glutation S-oksidoreduktaza, enzim-tiolna transhidrogenaza (oksidovani-glutation), glutation-zavisni tiol:disulfid oksidoreduktaza, tiol:disulfid oksidoreduktaza) je enzim sa sistematskim imenom (ksantin-dehidrogenaza):glutation-disulfid S-oksidoreduktaza. Ovaj enzim katalizuje sledeću hemijsku reakciju
[ksantin dehidrogenaza] + glutation disulfid {\displaystyle \rightleftharpoons } [ksantin oksidaza] + 2 glutation
Ovaj enzim konvertuje EC 1.17.1.4 (ksantin dehidrogenazu) u EC 1.17.3.2 (ksantin oksidazu) u prisustvu glutation disulfida.

## Literatura
- Nicholas C. Price; Lewis Stevens (1999). Fundamentals of Enzymology: The Cell and Molecular Biology of Catalytic Proteins (Third изд.). USA: Oxford University Press. ISBN 019850229X.
- Eric J. Toone (2006). Advances in Enzymology and Related Areas of Molecular Biology, Protein Evolution (Volume 75 изд.). Wiley-Interscience. ISBN 0471205036.
- Branden C; Tooze J. Introduction to Protein Structure. New York, NY: Garland Publishing. ISBN 0-8153-2305-0.
- Irwin H. Segel. Enzyme Kinetics: Behavior and Analysis of Rapid Equilibrium and Steady-State Enzyme Systems (Book 44 изд.). Wiley Classics Library. ISBN 0471303097.

## Spoljašnje veze
- Enzyme-thiol+transhydrogenase+(glutathione-disulfide) на 